# شگفتی (فیلم)
شگفتی (انگلیسی: The Wonder) فیلم درام دورانی روان‌شناختی محصول سال ۲۰۲۲ به کارگردانی سباستین للیو است که از فیلمنامه‌ای به نویسندگی اما داناهیو، للیو و آلیس برچ بر اساس رمانی به همین نام اثر داناهیو در سال ۲۰۱۶ ساخته شده است. این فیلم داستان پرستاری انگلیسی را دنبال می‌کند که به روستای ایرلندی فرستاده می‌شود تا دختر جوانی را مشاهده کند که ظاهراً می‌تواند بدون غذا زنده بماند. فلورنس پیو نقش اصلی این فیلم را ایفا می‌کند و دیگر گروه بازیگران شامل تام برک، نیام الگار، الین کاسیدی، درموت کرولی، برایان اف. اوبرن، دیوید ویلمت، روث بردلی، کائولن بیرن، جوزی واکر، کیران هایندز، توبی جونز و کیلا لرد کسیدی می‌شود.
اولین افتتاحیهٔ جهانی این فیلم در ۲ سپتامبر ۲۰۲۲ در جشنواره فیلم تلیوراید برگزار شد و در ۲ نوامبر ۲۰۲۲ در سینماهای منتخب اکران شد. سپس در ۱۶ نوامبر ۲۰۲۲ از طریق نتفلیکس پخش شد. نقدهای این فیلم مثبت بود و در زمینهٔ طراحی تولید و اجرای بازیگران، به ویژه پیو مورد تحسین قرار گرفت.

## بازیگران
- فلورنس پیو در نقش الیزابت «لیب» رایت
- کیلا لرد کسیدی در نقش آنا اودانل
- تام برک در نقش ویلیام برن
- نیام الگار در نقش کیتی اودانل / راوی
- الین کاسیدی در نقش روزلین اودانل
- کائولان بیرن در نقش مالاچی او دانل
- توبی جونز در نقش دکتر مک بریتی
- کیران هایندز در نقش پدر تادئوس
- درموت کرولی در نقش سر اوتوی
- برایان اف. اوبرن در نقش جان فلین
- دیوید ویلمت در نقش شان رایان
- روث بردلی در نقش مگی رایان
- جوزی واکر در نقش خواهر مایکل

## تولید
در ۲۸ آوریل ۲۰۲۱، اعلام شد که فلورنس پیو قرار است نقش اصلی اقتباس ساختهٔ سباستین للیو از رمان شگفتی را ایفا کند.
تا ۱۲ اوت ۲۰۲۱، تصویربرداری اصلی در ایرلند آغاز شد. همراه با اعلام آغاز ساخت، گزارش شد که تام برک، نیام الگار، الین کاسیدی، کیلا لرد کسیدی، توبی جونز، کیران هایندز، درموت کرولی، برایان اف. اوبرن و دیوید ویلمت به گروه بازیگران پیوستند.

## انتشار
شگفتی در ۲ سپتامبر ۲۰۲۲ در جشنواره فیلم تلیوراید به نمایش درآمد و سپس در ۱۳ سپتامبر ۲۰۲۲ در جشنواره بین‌المللی فیلم تورنتو ۲۰۲۲ نمایش داده شد. اولین نمایش اروپایی این فیلم در هفتادمین جشنواره بین‌المللی فیلم سن سباستین در ۲۱ سپتامبر ۲۰۲۲ برگزار شد. شگفتی مدتی پس از اکران محدود در ۲ نوامبر، از طریق نتفلیکس در ۱۶ نوامبر ۲۰۲۲ منتشر شد.

## بازخورد منتقدان
در وبگاه جمع‌آوری نقد راتن تومیتوز، ٪۸۶ از ۱۱۷ بررسی منتقدان مثبت است و میانگینِ امتیاز آن ۷٫۲/۱۰ است. اجماع این وبگاه چنین می‌نویسد: «فضای جذاب و داستان شگفت‌انگیز است، اما شگفتی این درام دورانی واقعاً در نقش‌آفرینی چشمگیر فلورنس پیو قرار دارد.» این فیلم در متاکریتیک که از میانگین وزنی استفاده می‌کند، بر اساس نظر ۳۶ منتقدین امتیاز ۷۱ از ۱۰۰ را کسب کرده که نشان‌گر «نقدهای عموماً مطلوب» است.
دیوید ارلیش از ایندی‌وایر با بررسی فیلم پس از افتتاحیهٔ آن در تلوراید، آن را «داستانی مجلل اما کمی پخته‌نشده» خواند و کارگردانی، نقش‌آفرینی، فیلم‌برداری و موسیقی را ستایش کرد. پیتر بروژ نقش‌آفرینی بازیگران را در نقد خود برای ورایتی تحسین کرد، اما فیلم‌نامه را مورد انتقاد قرار داد و آن را به عنوان یک «اقتباس یکنواخت اما در نهایت مضحک» خلاصه کرد. استفان فاربر از هالیوود ریپورتر آن را «مطالعه‌ای روشنگر دربارهٔ تعصبات تاریک» دانست و از عملکرد پیو و کارگردانی للیو تمجید کرد که به گفته او شاید «بهترین دستاورد او تا به امروز» باشد.